# Austskjera
Austskjera är en kulle i Antarktis. Den ligger i Östantarktis. Australien gör anspråk på området.
Terrängen runt Austskjera är kuperad åt sydväst, men söderut är den platt. Havet är nära Austskjera norrut. Trakten är obefolkad. Det finns inga samhällen i närheten. 